# Il cielo in una stanza/Però ti voglio bene
Il cielo in una stanza/Però ti voglio bene è un singolo di Gino Paoli, pubblicato e distribuito nel 1960 dalla Dischi Ricordi (catalogo SRL 10-116).

## Il disco
La copertina era quella standard forata della Ricordi; il disco non entrò in classifica.
In entrambi i brani l'orchestra è diretta da Gian Piero Reverberi.

## I brani

### Il cielo in una stanza
È una delle canzoni più famose di Gino Paoli, scritta in origine per Mina che l'aveva pubblicata nel giugno del 1960 nel singolo Il cielo in una stanza/La notte, grazie all'intervento di Mogol che, credendo in Paoli come autore, gliel'aveva fatta ascoltare e incidere.

### Però ti voglio bene
Canzone del lato B del disco, mai inserita in un album.

## Tracce
Edizioni musicali Fama.
Lato A
1. Il cielo in una stanza – 2:06 (Gino Paoli)

Lato B
1. Però ti voglio bene (testo: Gino Paoli – musica: Gian Franco Reverberi)